# Louis Chamniern Santisukniram
Louis Chamniern Santisukniram (Ban Nong Saeng, 30 ottobre 1942) è un arcivescovo cattolico thailandese.

## Biografia
Louis Chamniern Santisukniram nasce a Ban Nong Saeng, piccolo villaggio situato nel distretto di Mueang Nakhon Phanom, nella provincia di Nakhon Phanom, in Thailandia. Riceve l'ordinazione sacerdotale per l'arcidiocesi di Thare e Nonseng il 17 maggio 1970 da papa Paolo VI. Il 5 novembre 1998 è nominato vescovo di Nakhan Sawan da papa Giovanni Paolo II. Riceve la consacrazione episcopale dal cardinale Michael Michai Kitbunchu il 23 gennaio 1999, co-consacranti il vescovo emerito di Nakhon Sawan Joseph Banchong Aribarg e l'arcivescovo di Thare e Nonseng Lawrence Khai Saen-Phon-On. Il 1º luglio 2005 è nominato arcivescovo metropolita di Thare e Nonseng da papa Benedetto XVI. Il 13 maggio 2020 papa Francesco accoglie la sua rinuncia per raggiunti limiti d'età.

## Genealogia episcopale e successione apostolica
La genealogia episcopale è:
- Cardinale Scipione Rebiba
- Cardinale Giulio Antonio Santori
- Cardinale Girolamo Bernerio, O.P.
- Arcivescovo Galeazzo Sanvitale
- Cardinale Ludovico Ludovisi
- Cardinale Luigi Caetani
- Cardinale Ulderico Carpegna
- Cardinale Paluzzo Paluzzi Altieri degli Albertoni
- Papa Benedetto XIII
- Papa Benedetto XIV
- Papa Clemente XIII
- Cardinale Marcantonio Colonna
- Cardinale Giacinto Sigismondo Gerdil, B.
- Cardinale Giulio Maria della Somaglia
- Cardinale Carlo Odescalchi, S.I.
- Cardinale Costantino Patrizi Naro
- Cardinale Lucido Maria Parocchi
- Papa Pio X
- Papa Benedetto XV
- Papa Pio XII
- Cardinale Eugène Tisserant
- Papa Paolo VI
- Arcivescovo Joseph Khiamsun Nittayo
- Cardinale Michael Michai Kitbunchu
- Arcivescovo Louis Chamniern Santisukniram

La successione apostolica è:
- Arcivescovo Anthony Weradet Chaiseri (2020)